# 이에로클리스 스톨티디스
이에로클리스 스톨티디스(그리스어: Ιεροκλής Στολτίδης, 1975년 2월 2일, 테살로니키 ~)는 흔히 "이에로" (Iéro)로 알려진 은퇴한 그리스의 축구 선수로, 현역 시절 수비형 미드필더로 활약했었다. 그는 열정적이고, 안정적인 정신력과 육체적 대담함을 갖춘 결단력있는 앵커맨으로 알려져 있다.

## 클럽 경력
스톨티디스는 델타 에트니키의 폰티오이 코자니스에서 축구를 시작한 후, 이라클리스로 이적해 8년을 활약했다. 그는 테살로니키 연고의 클럽에서 1992년 12월에 알파 에트니키 데뷔전을 치렀으나, 1995-96 시즌이 돼서야 팀의 주전 선수로 활약하기 시작했다. 이어지는 시기동안 그는 UEFA컵에 처음 출전했다. 스톨티디스는 2002-03 시즌에 비약적으로 발전해, 클럽의 올해의 선수로 선정되었다. 6월, 234번의 알파 에트니키 경기에 출전한 후, 그는 올림피아코스로 떠나 2년 계약을 맺었다. 그는 당시 올림피아코스를 떠난 제 일리아스를 대체하게 되었다.
나중에 우승을 차지한 파나티나이코스와 AEK와의 2003-04 시즌 경기에 득점한 후, 서포터들의 사랑을 받게 되었다. 스톨티디스는 UEFA 챔피언스리그 무대에 첫 발을 딛었고, 5경기에서 2골을 넣었다. 2004-05 시즌, 두샨 바예비치 감독의 지도 하에 주전이었던 그는 25경기에 나가 2골을 기록했다. 그는 같은 시즌 챔피언스리그 경기에 540분동안 팀의 전경기에 출전하였고, 나중에 우승을 차지한 리버풀과의 홈경기에서 결승골을 넣기도 했다. 같은 시즌, 그는 올림피아코스에서 알파 에트니키와 그리스 컵을 모두 우승했다.
2005-06 시즌, 그는 파나티나이코스와 올림피아코스간의 그리스 고전 더비에서 처음으로 선발 출전해 2-0으로 올림피아코스가 이긴 경기에서 또다시 득점을 기록했다. 스톨티디스는 2005-06 시즌에 올림피아코스에서 또다시 더블을 차지하는 것으로 마쳤고, 그리스 올해의 축구 선수로 뽑히기도 했다. 2007-08 시즌, 스톨티디스는 또다시 성공적인 시즌을 보냈다. 타키스 레모니스와 함께 중원 수비의 듀오로 굳히면서, 이에로는 아르헨티나 국가대표 크리스티안 라울 레데스마와 강력한 조합을 이루었다. 스톨티디스는 챔피언스리그에서의 성공을 이어나갔고, 이번에 올림피아코스는 조 2위를 차지해 16강 진출을 이룩해냈다. 조별 리그를 3골 2어시스트로 마치면서, 스톨티디스는 그의 경력에 있어 가장 기억에 남을 활약을 펼쳤는데, 3-1, 3-0으로 이긴 베르더 브레멘전에서 스톨티디스가 3차례 골네트를 가른 것을 들 수 있었다. 2010년 그는 케르키라와 1년 계약하였고, 1년 후인 2011년에 프로 생활에 마침표를 찍었다.

## 국가대표팀 경력
스톨티디스는 스페인에 밀려 1998년 U-21 선수권 대회에서 준우승을 차지한 그리스 U-21 국가대표팀의 일원이었다. 1999년 11월, 그는 그리스 국가대표팀 경기에 처음으로 출전했고, 2004년 하계 올림픽에서 그리스를 대표로 출전했다. 올림피아코스에서 맹활약하는 주가 높은 선수임에도 불구하고, 그는 UEFA 유로 2004에서 우승을 거둔 그리스의 최종 엔트리에 들지 못했고, 2006년 FIFA 월드컵 예선전과 UEFA 유로 2008의 최종 엔트리에도 들지 못했다. 결국 언론에서 의문을 제기하자, 스톨티디스는 체코와의 친선전을 앞두고 레하겔 체제에서 처음으로 차출되었다. 그는 "저는 더 이상 앞에서 활약할 수 있는 수준을 충족하도록 활약할 수 있는 나이가 아닙니다. 팬들의 감사와 지지와는 별개로, 저는 앞에서 높은 수준으로 대회에서 활약할 수 있게 더 일찍 차출되었다면 감독의 제의를 망설임 없이 수락할 수 있었을 것이라고 확신하고 싶습니다."라고 답했다.

## 통계
| 클럽         | 시즌    | 출장 | 골 |
| ------------ | ------- | ---- | -- |
| 케르키라     | 2010-11 | 27   | 2  |
| 케르키라     | 합계    | 27   | 2  |
| 올림피아코스 | 2009-10 | 3    | 0  |
| 올림피아코스 | 2008-09 | 9    | 1  |
| 올림피아코스 | 2007–08 | 26   | 3  |
| 올림피아코스 | 2006–07 | 26   | 4  |
| 올림피아코스 | 2005–06 | 27   | 5  |
| 올림피아코스 | 2004–05 | 26   | 2  |
| 올림피아코스 | 2003–04 | 25   | 5  |
| 올림피아코스 | 합계    | 142  | 20 |
| 이라클리스   | 2002–03 | 28   | 6  |
| 이라클리스   | 2001–02 | 25   | 6  |
| 이라클리스   | 2000–01 | 13   | 1  |
| 이라클리스   | 1999-00 | 32   | 5  |
| 이라클리스   | 1998–99 | 30   | 6  |
| 이라클리스   | 1997–98 | 27   | 7  |
| 이라클리스   | 1996–97 | 28   | 1  |
| 이라클리스   | 1995–96 | 27   | 0  |
| 이라클리스   | 1994–95 | 17   | 0  |
| 이라클리스   | 1993–94 | 6    | 1  |
| 이라클리스   | 1992–93 | 1    | 0  |
| 이라클리스   | 합계    | 234  | 33 |
| 경력 합계    |         | 403  | 55 |

## 수상

### 클럽
올림피아코스
- 수페르리가 엘라다: 2004-05, 2005-06, 2006-07, 2007-08, 2008-09
- 그리스 컵: 2004-05, 2005-06, 2007-08, 2008-09
- 그리스 슈퍼컵: 2007

### 개인
- 그리스 올해의 축구 선수: 2004-05, 2005-06, 2006-07